# Józef Kubicki
Józef Kubicki (ur. 23 marca 1928 w Ostaszewie, zm. 30 września 2011) – polski chemik, prof. zw. dr hab. inż.
W 1948 ukończył Państwowe Gimnazjum i Liceum im. Władysława Jagiełły w Przeworsku. Studia wyższe rozpoczął w 1948 na Wydziale Chemicznym Uniwersytetu i Politechniki Wrocławskiej, a ukończył je w 1954, uzyskując stopień magistra inżyniera.
W czasie studiów magisterskich 1 października 1951 podjął pracę zawodową jako projektant w Biurze Projektów Przemysłu Chemicznego "Biprochem" we Wrocławiu. Był współautorem dwóch projektów dla NZPO "Rokita" w Brzegu Dolnym. 1 października 1952 rozpoczął pracę jako asystent w Katedrze Technologii Nieorganicznej i Elektrochemii Przemysłowej Politechniki Wrocławskiej. Pierwsze prace naukowe wykonał w 1954 pod kierunkiem prof. W. Bobrownickiego i prof. J. Schroedera, a dotyczyły one otrzymywania wysokotemperaturowych związków fosforowych o działaniu nawozowym. W tej dyscyplinie naukowej w 1961 obronił pracę doktorską, a w 1968 habilitował się. Jego prace z dziedziny termofosfatów wzbudziły zainteresowanie i były cytowane w obcojęzycznej literaturze.
Pracował jako pracownik naukowy Wydziału Mechaniczno-Energetycznego Instytutu Techniki Cieplnej i Mechaniki Płynów oraz Wydziału Chemicznego Instytutu Technologii Nieorganicznej i Nawozów Mineralnych Politechniki Wrocławskiej.
W 2008 otrzymał nagrodę Polskiego Związku Inżynierów i Techników Budownictwa w dziedzinie trwałości i ochrony budowli.
Został pochowany na Cmentarzu Świętej Rodziny we Wrocławiu.

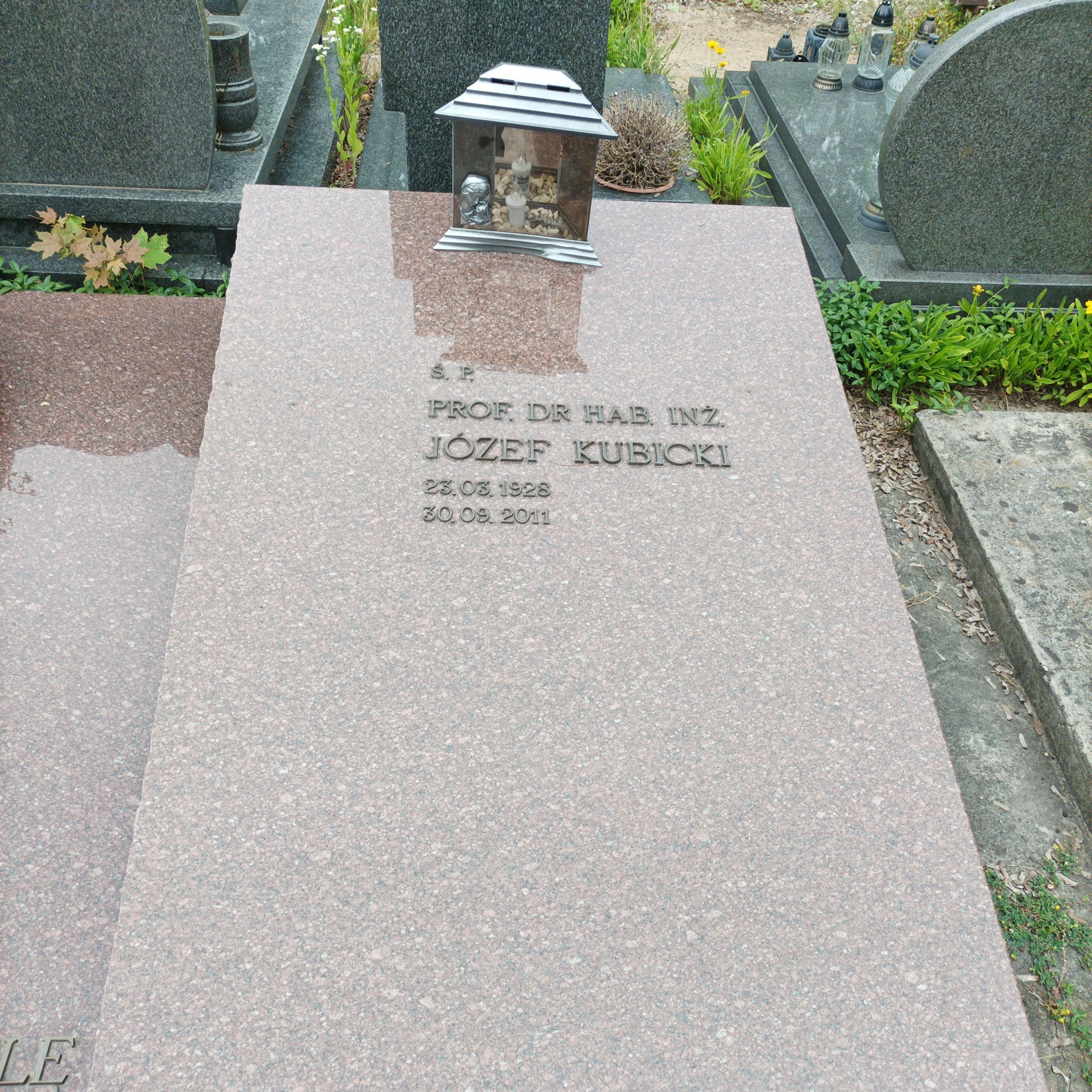
Grób prof. Józefa Kubickiego na Cmentarzu Świętej Rodziny we Wrocławiu